# 新見有弘
新見 有弘（にいみ ありひろ）は、戦国時代の地下官人。

## 概要
新見氏の当主であった有弘は、天文8年（1539年）に「六条金仏」の同朋である真継新九郎・真継久直親子に借銭を肩替わりしてもらっていた。当時の新見氏は、有弘の子の孫三郎が大永7年（1527年）に盗人と与したとして斬首されているなど金銭的・社会的に困窮していた。そのため、天文5年（1536年）に一度実子の新見忠弘に家督を継承させたものの、同8年（1539年）には借銭の代償としてから蔵人所御蔵と鉄公役諸国金屋職の役職を久直に継承させ（と久直は主張しているが実際は久直による譲状捏造の可能性が高い）、同12年（1542年）に後奈良天皇から正式に認められている。
久直が家督を継承した後、本来の当主である忠弘は下京の無縁所に捨てられ歩けなくなり餓死したという。孫三郎の子・富弘は久直が新見氏を乗っ取ったとして訴訟を起こしているが敗訴している。